# Ириней (Булович)
Митрополит Ирине́й (серб. Митрополит Иринеј, в миру Ми́рко Бу́лович, серб. Мирко Буловић; 11 февраля 1947, село Станишич, Югославия) — архиерей Сербской православной церкви; с 1990 года — митрополит (до 2024 года в сане епископа) Бачский (полный титул -- епископ Новосадский и Бачский, Сомборский и Сегединский). С 2024 года является администратором Австрийской епархии.
Тезоименитство 23 августа / 5 сентября (святителя Иринея Лионского).

## Биография
Родился 11 февраля 1947 года в семье Михаила и Зорки Булович, в селе Станишич в общине Сомбор, Югославия.
Обучение в начальной школе завершил в родном селе, затем был направлен в Сомбор, где и окончил гимназию в 1965 году. Затем поступил на Богословский факультет Сербской Православной Церкви в Белграде, который окончил в 1969 году.
25 марта 1968 года во время обучения на Богословском факультете своим духовником — архимандритом Иустином Челийским был пострижен в монашество и именем Ириней в часть святителя Иринея Лионского.
11 ноября 1968 году епископ Рашско-Призренский Павел (Стойчевич) (впоследствии — патриарх) рукоположил его во иеродиакона, а 15 ноября — во иеромонаха.
В 1969 году окончил Богословский факультет Белградского университета.
С 1969 по 1970 годы иеромонах Ириней провёл в Острожском монастыре, где преподавал в монашеской школе.
С 1970 по 1980 год пребывал в Афинах, обучаясь в  аспирантуре Богословского факультета Афинского государственного университета, где защитил докторскую диссертацию.
В 1980—1981 годах преподавал в русском Богословском институте святого Сергия в Париже.
В 1981 году избран доцентом кафедры Священного Писания Нового Завета в богословском факультете Белградского университета, где сохраняет за собой эту кафедру и поныне в звании ординарного профессора.

## Епископское служение
В мае 1989 года решением Священного архиерейского собора был избран епископом Моравичским, патриаршим викарием. Хиротония состоялась 20 мая 1990 года.
13 декабря 1990 года был назначен на Бачскую кафедру и настолован в Нови-Саде 24 декабря того же года.
Является автором множества научных и популярных работ. Десять лет нёс послушание редактора журнала «Православный миссионер» — популярного издания Священного архиерейского синода. Ныне является редактором и издателем «Беседы», богословского журнала Бачской епархии.
Член переводческой комиссии Архиерейского синода Сербской православной церкви; Всеправославной комиссии по диалогу с Римо-католической церковью; Всеправославной комиссии по диалогу с лютеранами; комиссии Священного архиерейского синода Сербской православной церкви по диалогу с римо-католической комиссией епископских конференций Хорватии, Сербии и Черногории.
Состоял членом комиссии по организации и осуществлению религиозного образования при правительстве Республики Сербской; содружества библейских богословов Греции; содружества литераторов Сербии; комитета движения за единство и сотрудничество духовно родственных восточнохристианских народов; совета религиозных лидеров Европы «Религия за мир».
С 26 мая 2011 по 23 мая 2014 года временно управлял новообразованной Австрийско-Швейцарской епархией.
В июле 2013 года в составе делегации Сербской православной церкви участвовал в торжествах по случаю 1025-летия крещения Руси. 17 июля патриархом Московским и всея Руси Кириллом награждён орденом равноапостольного великого князя Владимира 2-й степени «во внимание к трудам на благо святой Церкви и в связи с 1025-летием Крещения Руси».
В октябре 2015 года в Шамбези в составе делегации Сербской православной церкви принимал участие в работе Пятого Всеправославного предсоборного совещания.
30 августа 2019 года удостоен звания почётного доктора Санкт-Петербургской духовной академии.

## Награды
- Командор ордена Заслуг (2021 год, Венгрия)[9]
- Орден Славы и чести II степени (2025 год, Русская православная церковь)[10]

## Публикации
Книги
- Нови превод Светога Писма Новога Завета. — Београд, 1985
- Моjа слава — Св. Jован: Житиjе, чин славе, славарица, Нови Сад, 1999

Статьи
- Монаштво и проблем страдања // Теолошки погледи. 1972. — № 3. — C. 172—190.
- Јелинство и Православље // Теолошки погледи. 1972. — № 4. — С. 263—270
- Тумачење молитве Исусове од светог Марка Ефескога // Теолошки погледи. 1974. — № 1-2. — С. 89-93.
- Теологија дијалога по Св. Марку Ефескоме // Теолошки погледи. 1975. — № 1. — С. 5-35.
- Димитриjе Стефановић (1882—1945): Био-библиографиjа // Богословље. Београд, 1980. — Год. 24. — Бр. 1/2. — С. 165—170.
- Рођење Исуса Христа // Православни мисионар 172. 1986
  - Рођење Исуса Христа // Песме о Маjци, Београд, 1998. — C. 335—346.
- Вук и Црква // Језик Цркве. Пети симпосион дипломираних теолога (поводом 200-годишњице Вуковог рођења), Богословљ 2 (1987). — C. 53-63.
- Косовски завет у светлости Новог завета // Богословље. 1989. — № 1-2. — С. 1-9
  - Косовски завет у светлости Новог завета // Видослов 24. — 2001. — С. 73-86.
- Душевне болести, страсти и врлине // Религиjа и душевни живот човека: Зб. радова. — Београд, 1995. — С. 33-46;
- Шта православље нуди савременом човеку // Логос. Београд, 1994. — Год. 4. — Бр. 1/4. — С. 60-65;
- Ist ökumenische Annäherung zwischen Orthodoxen und Katoliken in Jugoslawien möglich? // In Verbo Autem Tuo. — Wien, 1995.
- Поредак чина венчања у склопу свете литургије // Православни брак и породица, Светига, Цетиње, 1995
- Откривење Jованово — книга за нас данас // Богословље. — Београд, 1996. — № 90 (54). — С. 3-9
- Упоређење између филозофског и хришћанског појма о Богу // Појам Бога у филозофији. — Нови Сад, 1996. — C. 125—131.
- Благовести // Растко. Београд, 1998. — Год. 3. — Бр. 5/6. — С. 21-27
- Косовски завет у светлости Новог Завета // Богословље. Београд, 1998. Год. 33. — Бр. 1/2. — С. 1-9
- Рођење Исуса Христа // Песме о Маjци. — Београд, 1998. — С. 335—346
- Светосавље, Хиландар и ми пред новим веком // Летопис Матице српске. 1998. Год. 174. — Књ. 461/466. — С. 1134—1147
- Смисао хиландарског jубилеjа // Просвjета. Загреб, 1998. — Год. 5 (30). — Бр. 32 (642). — С. 3-5; Бр. 33 (643). — С. 7-11
- Нови светски поредак — покушаj православног виђења и тумачења злокобног империjалног експеримента нашег доба // Нови светски поредак / Уред.: Г. Перчевић. — Београд, 1999. — С. 16-21
- After the Kosovo-crisis: Implications for the Churches «For the Peace from Above» // An Orthodox Resource Book on War, Peace and Nationalism. [Geneva], 1999. — Р. 164—171
- Исус Христос — Име изнад сваког имена // Црква: Календар. — Београд, 2000. — С. 60-63
- Роль религии для достижения мирного сосуществования в совр. мире. Правовая ответственность как основа взаимного признания / Пер. с англ.: Е. В. Веревкина // Церковь и Время. 2003. — № 1 (22). — С. 203—208.
- Der Auftrag der Kirchen im größeren Europa // Solidarität und Gerechtigkeit. — Bonn: Ökumenische Perspektiven, 2006.
- Смисао Светосавља // Богословље. 2006. — № 1. — C. 268—273

переводы
- Свети Марко Ефески, «О васкрсењу» // Теолошки погледи 1 (1971), 168—174.
- Протојереј Др Георгије Флоровски, «Григорије Палама и светоотачко предање» // Теолошки погледи 1 (1972), 27-37.
- Х. Јанарас, «Будући велики сабор» // Теолошки погледи 3 (1972), 160—171.
- «Тумачење молитве Исусове од светог Марка Ефескога» // Теолошки погледи 1-2 (1974), 89-93.
- Архимандрит Василије Гондикакис, «Организација Цркве као тројична мистагогија» // Теолошки погледи 3 (1977), 148—159.
- Γεώργιος Φλωρόφσκυ, «Οη κεηαθσζηθές προϋποζέζεης ηοσ οσηοπηζκού» // Εποπτεία 86 (1984), 42-53.

Интервью
- Сербская церковь и экуменизм Архивная копия от 8 мая 2021 на Wayback Machine // Церковь и время. 1998. — № 4 (7). — С. 56—62.
- Епископ Бачский Ириней (Булович): «Священники и богословы иначе, чем светские люди, рассказывают о религиозных учениях» Архивная копия от 6 февраля 2015 на Wayback Machine // patriarchia.ru, 30.04.2008.
- Епископ бачки Иринеј — интервју Архивная копия от 8 мая 2021 на Wayback Machine («Печат», број 300, децембар 2013)
- Сербы всегда на стороне России как исторического союзника и друга Архивная копия от 2 апреля 2015 на Wayback Machine. Интерфакс-религия, 15.12.2014.
- Божићни интервју Епископа бачког Иринеја за «Печат» Архивная копия от 8 мая 2021 на Wayback Machine (СПЦ, 30. децембар 2014)
- Епископ бачки Иринеј: Интервју за божићни број Печата Архивная копия от 8 мая 2021 на Wayback Machine (СПЦ, 6. јануар 2016)
- Интервју Епископа бачког Иринеја Вечерњим новостима Архивная копия от 8 мая 2021 на Wayback Machine (СПЦ, 24. децембар 2017)
- О неточностях церковного и журналистского слова по вопросу об Украине Архивная копия от 22 октября 2019 на Wayback Machine, 21.09.2018.
- Епископ Бачский Ириней: Действия Константинопольского Патриархата представляют угрозу всеправославному свидетельству как перед своими верующими, так и перед инославными христианами и представителями других религий Архивная копия от 31 августа 2019 на Wayback Machine, 15.01.2019.
- Опасные спикеры Архивная копия от 13 апреля 2019 на Wayback Machine, 11.04.2019.